# Daniel Moline
Pour les articles homonymes, voir Moline.
 (novembre 2024).
Il peut être nécessaire de l'améliorer pour respecter le principe de neutralité de point de vue. Veuillez consulter la page de discussion pour plus de détails.

Daniel Moline, né à Carlsbourg en 1948,  est un peintre contemporain de figures et de portraits très colorés dans un style fortement graphique.  

## Biographie
Après avoir suivi les ateliers de Luc Perot à Namur, il part vivre au Japon en 1973, travaille dans la décoration et ouvre son premier atelier à Nishiwaki. Devenu membre du Kokuten en 1981, il travaille avec le peintre Ryû Oda de Himeji et s’initie à la calligraphie avec le moine zen Tainin Yukimura à Shobara. En 1984, au concours Kansaï Kokuten à Kyoto, il expose à Himeji, Tokyo, Kyoto et Kobe, et poursuit son travail de synthèse à la recherche d’une expression où fusionneraient les arts d’Orient et d’Occident. Si cette peinture à l’ambre , aux couleurs fortes, vibrantes, réverbérantes, porte bien les traces dʼune calligraphie pratiquée chez les moines bouddhistes, elle se poursuit sous la contrainte des choses en transformant le naturalisme par le rapport complexe des couleurs et l’insistance de glacis de plus en plus fins jusqu’à l'hyperréalisation du réel. Savante tout autant que nature, sa technique est celle de sa vision.  Cherchant le diaphane, Moline utilise un minimum de matière et cherche la transparence pour traverser les lourdeurs du réel dans un au-delà de la figuration . 
De retour en Belgique avec son épouse japonaise en 1990, le peintre installe son atelier à Spa. Il expose régulièrement à Bruxelles, à la galerie Montjoie puis chez « 123...Art Now ». Peu avant l’an 2000, il se lance dans des compositions abstraites à lʼencre noire sur fonds blancs, des Gutta, taches et traces diverses directement corporelles, qu’il retravaille quotidiennement dans un va-et-vient continuel entre le regard et la main. Il produit depuis 2010 des visages de femme et de grands nus à lʼambre sur fonds noirs . En 2017, il publie avec Jean-Marie Cambier 400 pages de réflexions sur l’art dans un livre intitulé A vin nouveau outres neuves ! et commence la publication des journaux d’atelier qu’il n’a cessé de rédiger depuis son arrivée au Japon en 1973. Télévesdre lui a consacré un album le 16 octobre 2017.

## Principales expositions[4]
- 2024 : Mobil’art, 11e biennale d’art contemporain, Liège, Belgique
- 2021 : Mobil’art, 10e biennale d’art contemporain, Liège, Belgique
- 2020 : La Villa Sauvage, Verviers, Belgique
- 2019 : Mobil’art, 9e biennale d’art contemporain, Liège, Belgique
- 2019 : Orpiment Univers liés, Val Benoit, Liège, Belgique
- 2017 : Galerie La Louve, Arlon, Belgique
- 2017 : Galerie Nao, Verviers, Belgique
- 2007 : Casino de Spa, Spa, Belgique
- 2003 : Manag'Art 2003, Bruxelles, Belgique (www.managart.be)
- 2003 : Galerie Rops, Namur, Belgique
- 2002 : Manag'Art 2002, Bruxelles, Belgique (www.managart.be)
- 2000 : 123...Art Now, Bruxelles, Belgique
- 1999 : Salon des '30, Abbaye Cistercienne du Val Saint-Lambert, Belgique
- 1999 : Galerie Lez-Arts-Cachés, Bruxelles, Belgique
- 1998 : 123...Art Now, Bruxelles, Belgique
- 1991 : Galerie Montjoie, Bruxelles, Belgique
- 1990 : Musée International de la gravure, Machida, Tokyo, Japon Exposition Moline, Musée Machida avril 1990

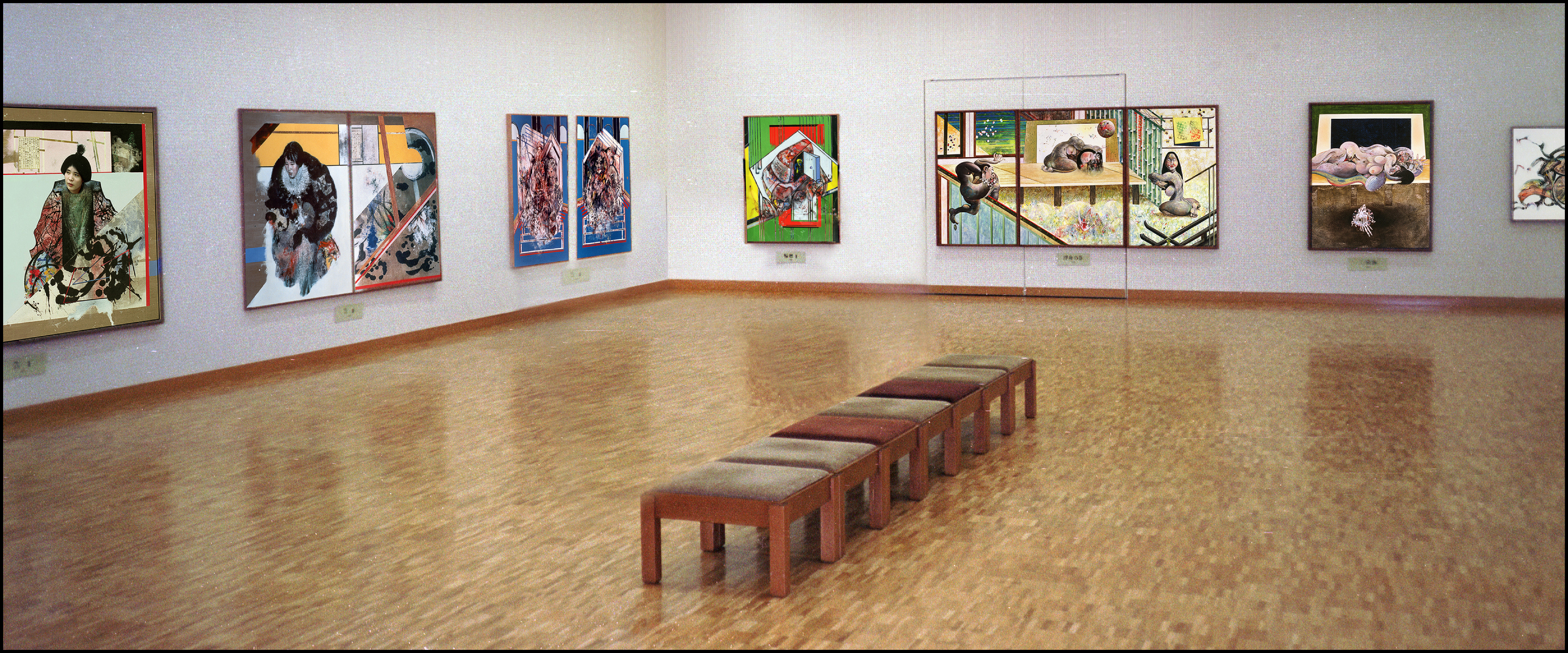
Exposition Moline, Musée Machida avril 1990

- 1990 : Galerie Portiko, Port-Island, Kobe, Japon
- 1989 : Galerie Montjoie, Bruxelles, Belgique
- 1989 : Festival d'Europalia-Japon , Belgique
- 1989 : Lineart, Gent, Belgique
- 1987 : Galerie Montjoie, Bruxelles, Belgique
- 1987 : Lineart, Gent, Belgique
- 1985 : Galerie Fettweis, Jalhay, Belgique
- 1984 : Musée de Tokyo (Parc d'Ueno), Japon
- 1983 : Musée d'Art Moderne de Himeji, Japon
- 1982 : Musée municipal de Kyoto, Japon